# شهرستان ولوره
شهرستان ولوره (آلبانیایی: Qarku i Vlorës) یکی از ۱۲ شهرستان کشور آلبانی است که بر اساس سرشماری سال ۲۰۱۱ میلادی، ۱۷۵٫۶۴۰ تن جمعیت داشته و مساحت آن ۲٬۷۰۶ کیلومترمربع بوده‌است. شهر ولوره مرکز این شهرستان است.

## جغرافیا
شهرستان ولوره در جنوب کشور آلبانی قرار دارد و قسمت جنوب‌شرقی این شهرستان با یونان هم‌مرز است. شهرهای ولوره، سارانده و دلوینه از مهم‌ترین شهرهای این شهرستان هستند.

## تقسیمات اداری
تا سال ۲۰۰۰ میلادی، شهرستان ولوره به ۳ ناحیه تقسیم می‌شد: ناحیه دلوینه، ناحیه سارانده و ناحیه ولوره. از سال ۲۰۱۵ میلادی، پس از اصلاحات دولت در زمینهٔ تقسیمات اداری، این شهرستان شامل ۷ شهرداری شد: دلوینه، فینیک، هماره، کونیسپول، سارانده، سلنیسه و ولوره. شهرستان ولوره پیش از سال ۲۰۱۵ میلادی، دارای ۲۶ شهرداری به‌شرح زیر بود:
- الیکو
- آرمِن
- باراتای
- دلوینه
- دهیور
- فینیک
- هیماره
- هوره-ورانیشت
- کونیسپول
- کوته
- کسامیل
- لیوادهیا
- لوکووه
- مارکات
- مزوپوتام
- نووسله
- اوریکوم
- کندر ولوره
- سارانده
- سلنیکه
- سواستر
- شوشیکه
- ورگو
- والاهینه
- ولوره
- خاره

شهرداری‌های ذکرشده، مجموعاً دارای حدود ۲۰۰ شهرک و روستا هستند.

## ترکیب جمعیتی
براساس آخرین سرشماری ملی آلبانی در سال ۲۰۱۱ میلادی، این شهرستان ۱۷۵٫۶۴۰ نفر جمعیت داشت. نتایج این سرشماری به‌دلیل بی‌نظمی در روش شمارش، به‌طور گسترده‌ای مورد مناقشه است. ترکیب جمعیتی افراد شمارش‌شده بر اساس گروه‌های قومی، به شرح زیر است:
- آلبانیایی‌ها = ۱۲۰٬۶۳۷ (۶۸٫۶۸٪)
- یونانی‌ها = ۱۲٬۰۷۹ (۶٫۸۸٪)
- مقدونیه‌ای‌ها = ۷ (۰٫۰۰٪)
- مونته‌نگرویی‌ها = ۱ (۰٫۰۰٪)
- آرومانیانی‌ها = ۸۷۶ (۰٫۵۰٪)
- کولی‌ها = ۲۸۲ (۰٫۱۶٪)
- مصری‌ها = ۱۵ (۰٫۰۱٪)
- دیگر قومیت‌ها = ۵۵ (۰٫۰۳٪)
- بدون پاسخ = ۴۱٬۶۸۸ (۲۳٫۷۳٪)

## اقتصاد

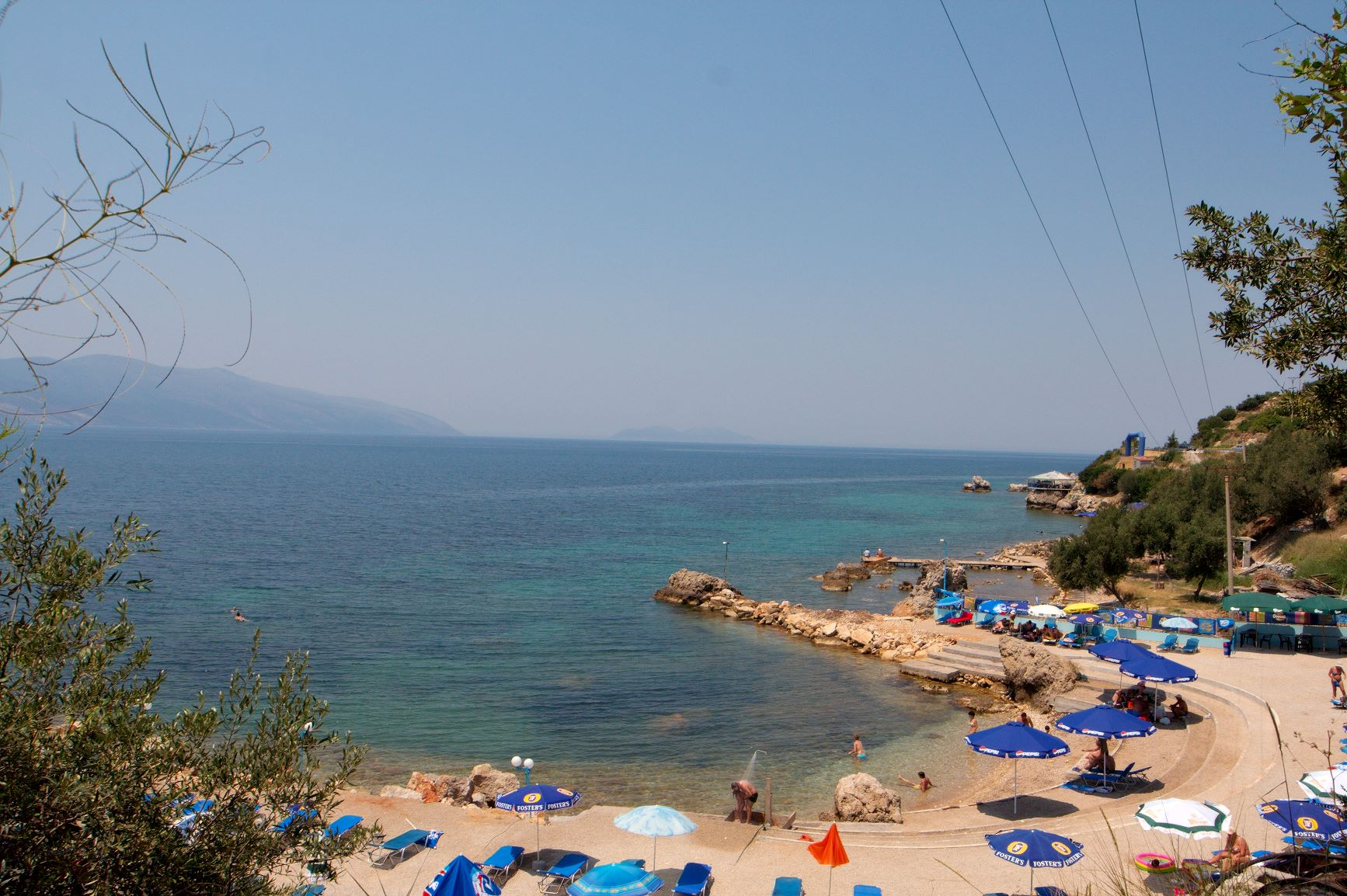
ساحل ولوره

ولوره باقی‌ماندهٔ یک بندر دریایی و مرکز تجاری بزرگ است که بخش‌های ماهی‌گیری و صنعت آن فعال است و همچنین این شهر، تولیدکنندهٔ نفت خام، گاز طبیعی، قیر و نمک است. گردشگری نیز در سال‌های اخیر به‌عنوان یکی از صنعت‌های مهم این شهرستان، مطرح شده‌است.